# Yoyoy Villame
Yoyoy Villame, geboren als Roman Tesorio Villame, (Calape, 18 november 1932 - Las Piñas City, 18 mei 2007) was een Filipijnse zanger, componist en cabaretier. Villame is de vader van zangeres Hannah Villame.
Voordat Villame doorbrak als zanger, werkte hij als onder andere als jeepneychauffeur en vocht hij als dienstplichtige in het leger tegen opstandelingen in Centraal-Luzon. Hij keerde terug naar Bohol om daar als buschauffeur te gaan werken. Hier begon hij een band met diverse van zijn collega's. De eigenaar van het busbedrijf begon vervolgens speciaal voor hem een muziekstudio genaamd Kinamay Records. Zijn eerste opname kwam uit in 1972 en heette Magellan. Het zou de eerste van een lange reeks albums en opnames zijn met liedjes in het Visaya, Tagalog en Engels.
Begin jaren 70 begon Villame met het maken van films. Een opvallende rol speelde hij in de thriller Biktima uit 1974. In 2004 speelde Yoyoy nog een Visayan troubadour in de film Babae sa Breakwater (Women of the Breakwater).
Villame overleed op 18 mei 2007 aan een hartstilstand in het Las Piñas Medical Center.